# Monnina fastigiata
Monnina fastigiata là một loài thực vật có hoa trong họ Polygalaceae. Loài này được (Bonpl.) DC. mô tả khoa học đầu tiên năm 1824.